# Charles Howard (2e comte de Berkshire)
Pour les articles homonymes, voir Charles Howard et Howard.
Charles Howard, 2e comte de Berkshire (1615 - avril 1679) est un pair anglais, titré vicomte Andover de 1626 à 1669, fils de Thomas Howard (1er comte de Berkshire) et de sa femme, Elizabeth Cecil.

## Biographie
Howard est créé Chevalier du bain en 1626. Il est élu député d'Oxford en 1640, mais ne siège pas car il bénéficie d'un bref d'accélération à la Chambre des lords avant le début de la session. Il est Sergent-major dans l'armée royaliste en 1643 et gentilhomme de la chambre de Charles II en exil de 1658 à 1660. Il succède à son père comme comte de Berkshire en 1669.
Membre influent de la noblesse catholique et ardent défenseur du duc d’York, il est, à l’instar de son cousin William Howard (1er vicomte Stafford) (exécuté pour trahison en 1680), une cible évidente de Titus Oates et d’autres informateurs pendant le Complot papiste. Plus soucieux du danger que Stafford, il s'enfuit à l'étranger en novembre 1678 avant qu'une accusation de Trahison ne soit portée contre lui et meurt à Paris en avril suivant. Aucune preuve crédible de trahison n'est jamais produite contre lui: un certain nombre de lettres prétendument incriminantes qu'il écrivit en 1674 confirment simplement son soutien politique au futur Jacques II et une prétendue confession d'un lit de mort à un complot de trahison se révèle être un faux.

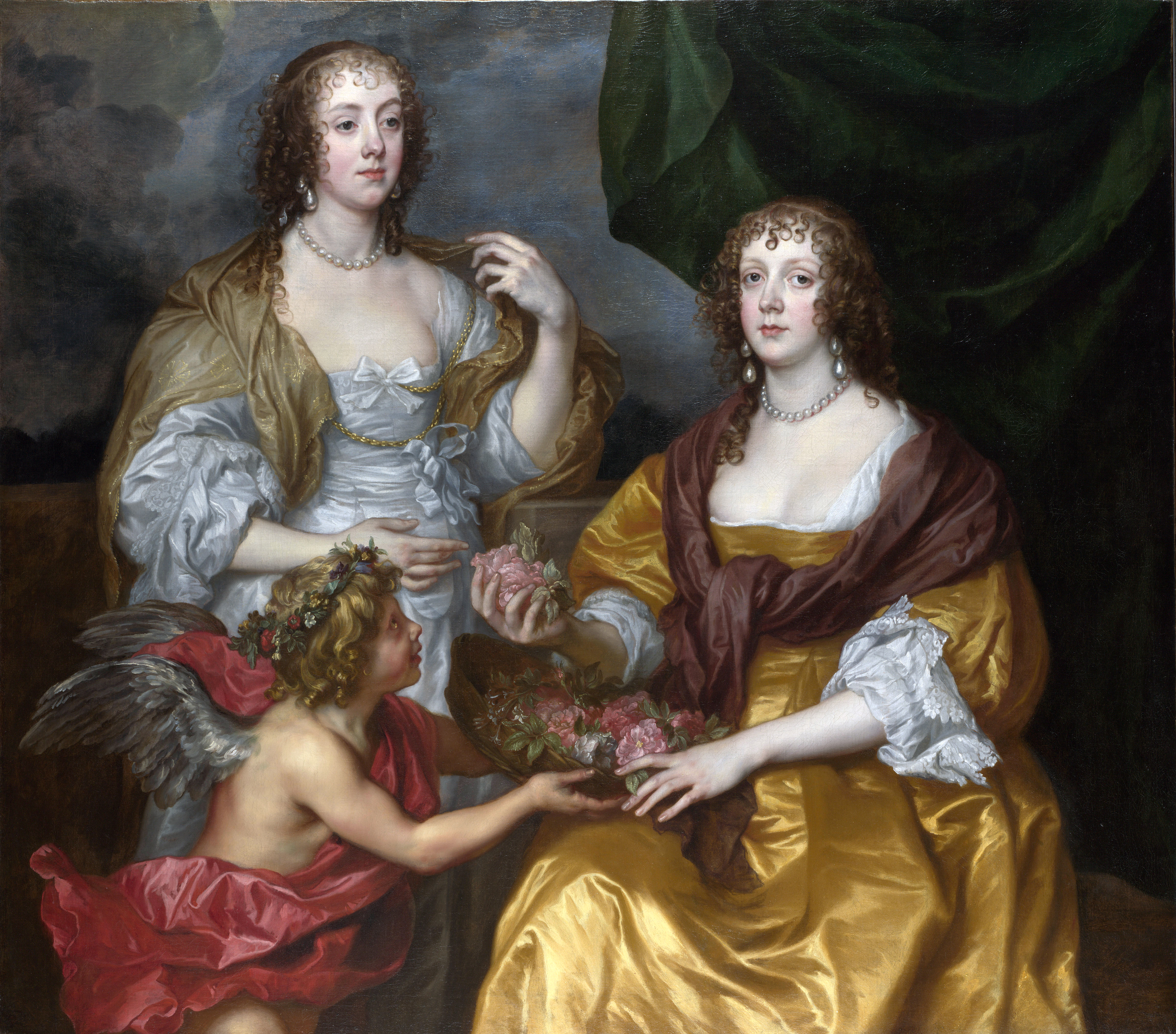
La femme de Berkshire, Dorothy (à gauche), peinte vers 1637 par Antoine van Dyck

Le 10 avril 1637, il épouse Dorothy Savage, fille de Thomas Savage (1er vicomte Savage) et Elizabeth Savage, comtesse Rivers. Ils ont une fille, Anne (c. 1650 - 19 septembre 1682) qui est morte sans enfants. En l'absence de descendance masculine, son frère Thomas Howard (3e comte de Berkshire) lui succède en 1679.